# Burkartshof
Burkartshof ist ein Gemeindeteil von Birgland im Landkreis Amberg-Sulzbach in der bayerischen Oberpfalz.

## Geografie
Die Einöde im Norden des Oberpfälzer Jura ist einer von 42 amtlich benannten Gemeindeteilen der Gemeinde Birgland im westlichen Teil der Oberpfalz. Das auf einer Höhe von 584 m ü. NHN gelegene Burkartshof ist etwa fünf Kilometer von dem nordöstlich liegenden Pfarrdorf Illschwang entfernt, in dem die Birglander Gemeindeverwaltung ihren Sitz hat.

## Geschichte

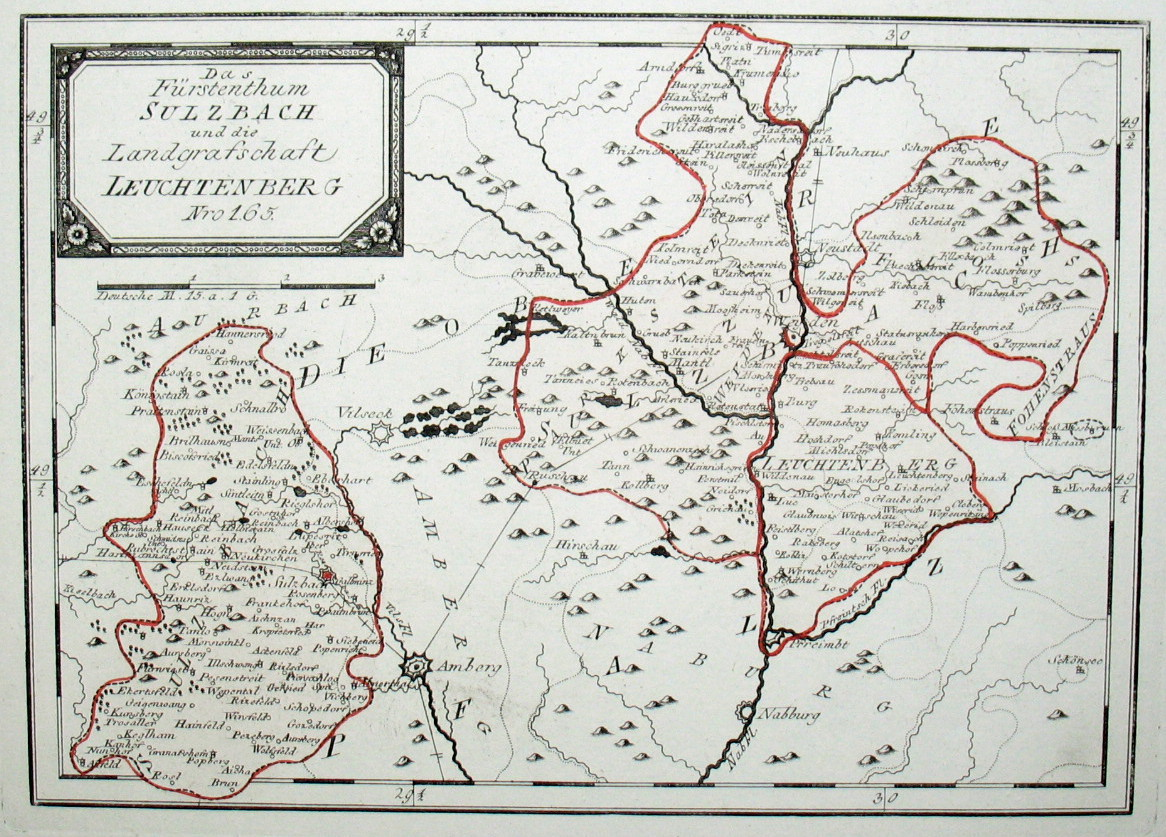
Das Territorium des Herzogtums Sulzbach mit dem Gebiet des Landrichteramtes Sulzbach im Südwesten

Zum Ende des Heiligen Römischen Reiches unterstand die bis 1777 kurpfälzische Einöde der Landeshoheit des Kurfürstentums Pfalzbaiern. Sie gehörte dabei zum Landrichteramt Sulzbach, dem südwestlichen Teil des wittelsbachischen Herzogtums Sulzbach. Im Rahmen des im Herzogtum Sulzbach seit 1652 geltenden Simultaneums waren die evangelischen Einwohner des damals aus zwei Anwesen bestehenden Ortes nach Fürnried gepfarrt, die katholischen Einwohner der Pfarrei in Heldmannsberg zugeordnet.
Durch die Verwaltungsreformen zu Beginn des 19. Jahrhunderts im Königreich Bayern wurde Burkartshof mit dem Zweiten Gemeindeedikt im Jahr 1818 ein Bestandteil der Landgemeinde Frechetsfeld, zu der auch die Orte Eckertsfeld, Geigenwang, Gronatshof, Haslach und Woppenthal gehörten. Im Zuge der kommunalen Gebietsreform in Bayern in den 1970er Jahren wurde Burkartshof zusammen mit der Gemeinde Frechetsfeld am 1. Juli 1972 in die neu gebildete Flächengemeinde Birgland eingegliedert. Im Jahr 1987 zählte die aus zwei Anwesen bestehende Einöde elf Einwohner.

## Verkehr
Die aus dem Nordnordwesten von Frechetsfeld kommende Kreisstraße AS 3 durchquert den Ort und führt weiter zur Staatsstraße 2164. Der ÖPNV bedient das Dorf an einer Haltestelle der Rufbuslinie 24 des VGN. Der am schnellsten erreichbare Bahnhof befindet sich in Sulzbach-Rosenberg an der Bahnstrecke Nürnberg–Schwandorf.